# Імператор (фільм)
«Імператор» (англ. Emperor) — військово-історичний фільм-драма режисера Пітера Веббера про події після закінчення другої світової війни, випущений спільно Японією і США в 2012 році

## Сюжет
Під час окупації Японії, американський начальник «психологічних операцій» генерал Боннер Феллерс отримує від головнокомандувача союзними окупаційними військами генерала армії Дугласа Макартура завдання з'ясувати роль імператора Хірохіто в другій світовій війні, з метою зрозуміти чи повинен він бути страчений як військовий злочинець.

## У ролях
| Актор            | Роль                          |
| ---------------- | ----------------------------- |
| Томмі Лі Джонс   | генерал армії Дуглас Макартур |
| Меттью Фокс      | генерал Боннер Феллерс        |
| Еріко Хатсуне    | Ая Шімада                     |
| Тосиюки Нісіда   | генерал Кажим                 |
| Масаесі Ханеда   | Такаші                        |
| Колін Мій        | генерал Річтер                |
| Такаторо Катаока | імператор Хірохіто            |
| Сехей Хіно       | генерал Хідекі Тодзио         |

## Реліз
Вперше був представлений на кінофестивалі в Торонто 14 вересня 2012. 8 березня 2013 фільм вийшов обмеженим показом у США. Режисер фільму Фостер разом з кількома акторами і актрисами взяли участь у прем'єрі, що відбулася в Японії 18 липня 2013.

## Знімальна група
- Режисер — Пітер Веббер
- Сценарист — Віра Блас, Девід Класс, Сіро Окамото
- Продюсер — Гарі Фостер, Расс Краснофф, Йоко Нарахаші
- Композитор — Алекс Геффес